# أكسل فوس
أكسل فوس هو محامي وسياسي ألماني، ولد في 7 أبريل 1963 في هاملن في ألمانيا. نشط حزبياً في الاتحاد الديمقراطي المسيحي (1996 – 1996). في 2019، انتخب عضو في البرلمان الأوروبي عن دائرة ألمانيا لترشحه ضمن قائمة الاتحاد الديمقراطي المسيحي، وقد انضم خلال فترته النيابية (2 يوليو 2019 – ) للكتلة البرلمانية كتلة حزب الشعب الأوروبي وفي انتخابات البرلمان الأوروبي 2009، انتخب عضو في البرلمان الأوروبي عن دائرة ألمانيا لترشحه ضمن قائمة الاتحاد الديمقراطي المسيحي، وقد انضم خلال فترته النيابية (14 يوليو 2009 – 30 يونيو 2014) للكتلة البرلمانية كتلة حزب الشعب الأوروبي وفي انتخابات البرلمان الأوروبي في ألمانيا 2014 ‏، انتخب عضو في البرلمان الأوروبي عن دائرة ألمانيا لترشحه ضمن قائمة الاتحاد الديمقراطي المسيحي، وقد انضم خلال فترته النيابية (25 مايو 2014 – ) للكتلة البرلمانية كتلة حزب الشعب الأوروبي.

## وصلات خارجية
- الموقع الرسمي